# Paperhouse
Pour plus de détails, voir Fiche technique et Distribution.
Paperhouse est un film britannique réalisé par Bernard Rose, sorti en 1988.
C'est l’adaptation du roman Marianne Dreams de Catherine Storr paru en 1958.

## Synopsis
Petite fille solitaire et rêveuse, Anna découvre qu'elle peut entrer dans un monde parallèle; un jour, elle découvre une maison qu'elle a dessinée sur une feuille de papier. Les liens entre le monde réel et le monde imaginaire sont très minces et le rêve va petit à petit virer au cauchemar.

## Fiche technique
- Titre français : Paperhouse
- Réalisation : Bernard Rose
- Scénario : Matthew Jacobs d’après le roman de Catherine Storr
- Direction artistique : Anne Tilby et Frank Walsh
- Costumes : Nic Ede
- Photographie : Mike Southon
- Montage : Dan Rae
- Musique : Stanley Myers et Hans Zimmer
- Pays d'origine : Royaume-Uni
- Format : Couleurs - 35 mm - 1,66:1 - Dolby Surround
- Genre : drame, fantastique
- Durée : 92 minutes
- Dates de sortie :
  -  États-Unis : 10 septembre 1988
  -  Royaume-Uni : 10 septembre 1988

## Distribution
- Charlotte Burke : Anna Madden
- Jane Bertish : Miss Vanstone
- Samantha Cahill : Sharon
- Glenne Headly : Kate Madden
- Sarah Newbold : Karen
- Gary Bleasdale : un policier
- Elliott Spiers : Marc
- Gemma Jones : Dr. Sarah Nicols
- Steven O'Donnell : Dustman
- Ben Cross : Dad Madden
- Karen Gledhill : une infirmière
- Barbara Keogh : la réceptionniste à l’hôtel